# Centrostachys
Centrostachys é um género botânico pertencente à família Amaranthaceae.

## Espécies
- Centrostachys angustifolia
- Centrostachys aquatica
- Centrostachys aquatica
- Centrostachys arborescens
- Centrostachys aspera
- Centrostachys australis
- Centrostachys avicularis
- Centrostachys bidentata
- Centrostachys breviflora
- Centrostachys canescens
- Centrostachys conferta
- Centrostachys diandra
- Centrostachys fasciculata
- Centrostachys flabellifera
- Centrostachys flabelligera
- Centrostachys fruticosa
- Centrostachys grandifolia
- Centrostachys heudelotii
- Centrostachys indica
- Centrostachys involucrata
- Centrostachys mauritiana
- Centrostachys moquinii
- Centrostachys schinzii
- Centrostachys schweinfurthii
- Centrostachys splendens
- Centrostachys velutina
- Centrostachys welwitschii